# Linkkatalógus
A  linkkatalógus tematikus linkgyűjtemény, amelyben általában a weblapok a releváns tartalmak szerinti kategóriákba kerülnek, illetve e kategóriák szerint kereshetőek. Rendkívül népszerűek a keresőoptimalizálással foglalkozó szakemberek körében. Az ajánlott lapok elfogadása és megjelenítése azonnal, vagy ellenőrzés után történik a linkkatalógus szabályzatának, felhasználási feltételeinek megfelelően. Léteznek a megjelenésért viszontlinket kérő katalógusok, de ezt kedvezőtlenül értékeli a Google.
Létezik olyan linkkatalógus is, mely viszont linket kér ugyan, de nem saját magára, hanem teljesen más külön szerveren lévő  weboldalra és ezt nem értékeli kedvezőtlenül a Google. (A-B-C típusú linkcsere).
A linkkatalógusok szerepe a Internet folyamán sok változásokon ment keresztül. Ez leginkább attól a pillanattól kezdődött, amikor a Google kereső megalkotta a Pagerank fogalmát, mely arra ösztönözte a weboldal tulajdonosokat, hogy minél több linket szerezzenek maguknak. Ennek egyenesági következménye lett a linkkatalógusok megalakulása, mely további szolgáltatást is utat nyitott magának, amit aztán linképítésnek neveztünk el.

## Példák
Magyarországon:
- Startlap.hu

## Külső hivatkozások
- Dmoz - Nemzetközi globális linkkatalógus
- Linkportás